# Festa Major de Trinitat Vella
La Festa Major de Trinitat Vella se celebra la primera quinzena de juny al barri de la Trinitat Vella, al districte de Sant Andreu de Barcelona.S'hi fa una setmana de festa major a principi del mes de juny. L'oferta d'activitats hi és variada i n'hi ha moltes de cultura popular, impulsades sobretot per les agrupacions del barri. En són exemples la cercavila gegantera dels gegantons de la Trinitat Vella i el correfoc dels Diables Trinifoc.

## Actes destacats
- Cercavila gegantera. Els gegantons de la Trinitat Vella, en Daniel i la Teresa, són els amfitrions de la trobada gegantera, que comença amb una plantada de figures i acaba amb una cercavila.[1]
- Correfoc. El grup de diables del barri, els Diables Trinifoc, organitza el correfoc de dissabte al vespre.[1]
- Sardanes. L'últim diumenge de festa major la Cobla Sant Jordi - Ciutat de Barcelona fa una audició de sardanes a la plaça de la Trinitat Vella.[1]